# Streptopelia tranquebarica
La tórtola cabecigrís, tórtola de cabeza gris o tórtola cabeza gris (Streptopelia tranquebarica)
 es una especie de ave columbiforme
de la familia Columbidae nativa del subcontinente indio.

## Subespecies
Se reconocen dos subespecies:
- S. t. humilis (Temminck, 1824), el Tíbet a Birmania, Tailandia, el sudeste de Asia y el norte de Filipinas.
- S. t. tranquebarica (Hermann, 1804), de Sind, Punyab y el oeste de Nepal, al sur a través la India peninsular.

## Distribución
Es esencialmente una especie de llanuras, se extiende a Taiwán y las Filipinas, pero poco común en el archipiélago malayo, evitando faldas rocosas. Sin embargo, migra en verano a los valles cultivados más amplios de Afghania donde se reproduce. Es la paloma más común en todo el Punyab. Es visitante de verano a la India, donde es más o menos residente.